# (85627) 1998 HP151
1998 إتش بي 151 (ويعرف أيضًا باسم (85627) 1998 إتش بي 151 وفق تسمية الكوكب الصغير) (بالإنجليزية: 1998 HP151)‏ هو كويكب ضمن حزام الكويكبات؛ وترتيبه 85627 من حيث الاكتشاف.
اكتُشف هذا الجُرم الفلكي بواسطة مرصد مونا كيا في 28 أبريل 1998.

## وصلات خارجية
- (85627) 1998 HP151 في قاعدة بيانات مختبر الدفع النفاث لأجرام النظام الشمسي الصغيرة

- الاكتشاف · مخطط المدار ·  العناصر المدارية · المعلمات المادية

- (85627) 1998 HP151 على موقع ويكي سكاي: DSS2, SDSS, GALEX, IRAS, Hydrogen α, X-Ray, Astrophoto, Sky Map, Articles and images